# Peter Frommhold von Löwis of Menar

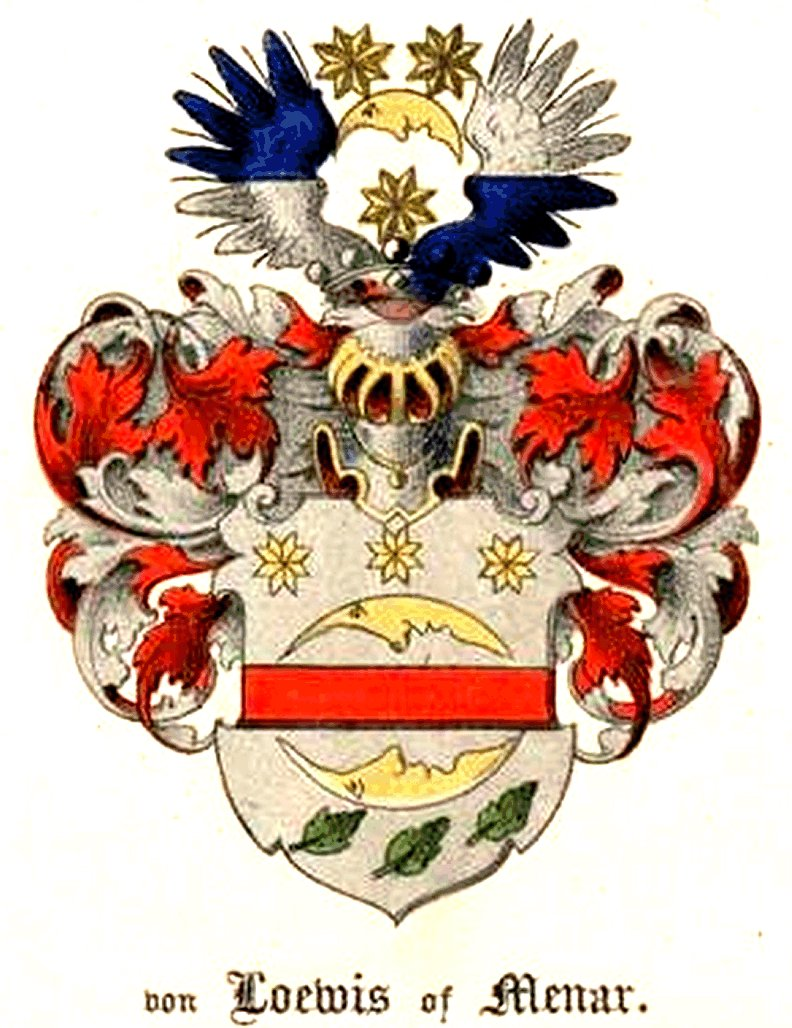
Familienwappen derer von Löwis of Menar

Peter Frommhold von Löwis of Menar (* 9. Februar 1769 in Sackhof, Gouvernement Estland; † 28. November 1829 ebenda) war ein baltischer Adeliger, russischer Major und estländischer Agrarpolitiker und Hakenrichter.

## Leben
Er stammte aus der Adelsfamilie Löwis of Menar und wurde als dritter Sohn des russischen Generalmajors Reinhold Friedrich von Löwis of Menar (1731–1794) und dessen Ehefrau Dorothea Elisabeth Clapier de Colongue (1744–1799) geboren. Seine Brüder waren der russische Generalleutnant Friedrich von Löwis of Menar (1767–1824) und der Zeichner und Historiker Andreas von Löwis of Menar (1777–1839). Er diente in der Kaiserlich Russischen Armee und erlangte den Dienstgrad eines Majors.
Nach seinem Abschied aus der Armee wurde er ab 1793 Gutsbesitzer von Kandel und danach erbte er Sackhof. Ihm wurde das Amt eines Hakenrichters für die Gemeinde Strand-Wierland übertragen. In dieser Eigenschaft erließ er zwischen 1801 und 1804 ein Gesetzbuch für die Bauern in Kandel. Hierin wurden das ländliche Nutzungsrecht und Gemeindegerichtsbarkeit festgelegt. Es beinhaltete auch die Möglichkeiten zum Erwerb der Freiheit und weitere administrative Ausführungsbestimmungen. P.F. Löwis of Menar setzte sich für die Entwicklung einer ländlichen Sozialstruktur und  Schulwesens ein und unterstütze die Einrichtung eines Lehrerseminars.

## Gut Kandel
Kandel (Kandla auch Kandle mõis) ist ein Erbrittergut und liegt bei Arensburg. Es besteht seit dem Mittelalter als Hof Wackerselge in der Wacke und wurde 1542 erwähnt. 1548 wurde der Besitz erheblich vergrößert und bestand aus zwei Dörfern. Von 1542 bis 1730 gehörten der estländischen Familie Berg die Güter und wechselte 1793 an P.F. von Löwis of Menar. Anfang des 19. Jahrhunderts übernahm die Familie v. Güldenstubbe das Gut und 1919 erbte Ludwig von Güldenstubbe das Rittergut. Seit 1909 gehörte das Gut Kandel zur Gemeinde Kergelhof und ging 1939 in die Gemeinde Kergel über.

## Privatleben
P.F. von Löwis of Menar heiratete 1798 Ottilie Charlotte Wilhelmine von Toll (1774–1804), aus dieser Ehe gingen folgende Kinder hervor:
- Juliane Charlotte Dorothea (1799–1864), verh. mit Alexander Maier (Stadtrat)
- Elfriede Luise Ottilie (1800–1831)
- Alexander Otto Eduard (1801–1866); verh. mit Charlotte von Derfelden (1802–1842)
- Emilie Mathilde (1805–1884)
- Ida Ulrike Elmira (1807–1862)
- Klementine Helene Elise (1809–1869), verh. mit Wilhelm von Wolf, Generalmajor († 1894)
- Lella Malwine Karoline (1811–1825)
- Oskar Gustav Konrad Woldamar (1813–1888), verh. mit Marie Karoline Freiin von Wrangell (1826–1890)
- Laura Johanna Leontine (1815–1837), verh. mit Alwill von Ruckteschell (1809–1889)